# Citroën C4 Cactus
Citroën C4 Cactus – samochód osobowy typu crossover klasy miejskiej produkowany pod francuską marką Citroën w latach 2014 – 2020.

## Historia i opis modelu

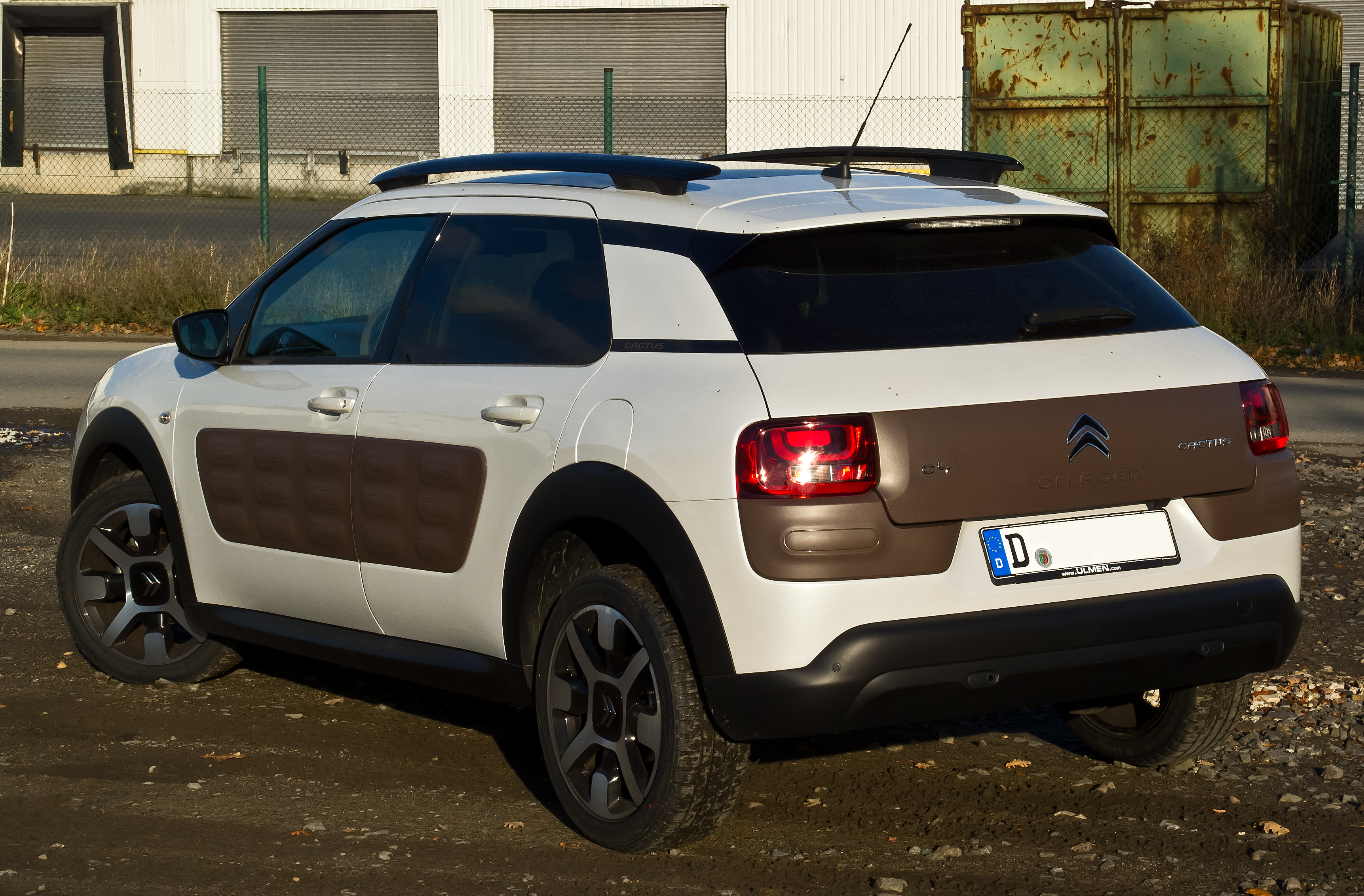
Citroën C4 Cactus – tył

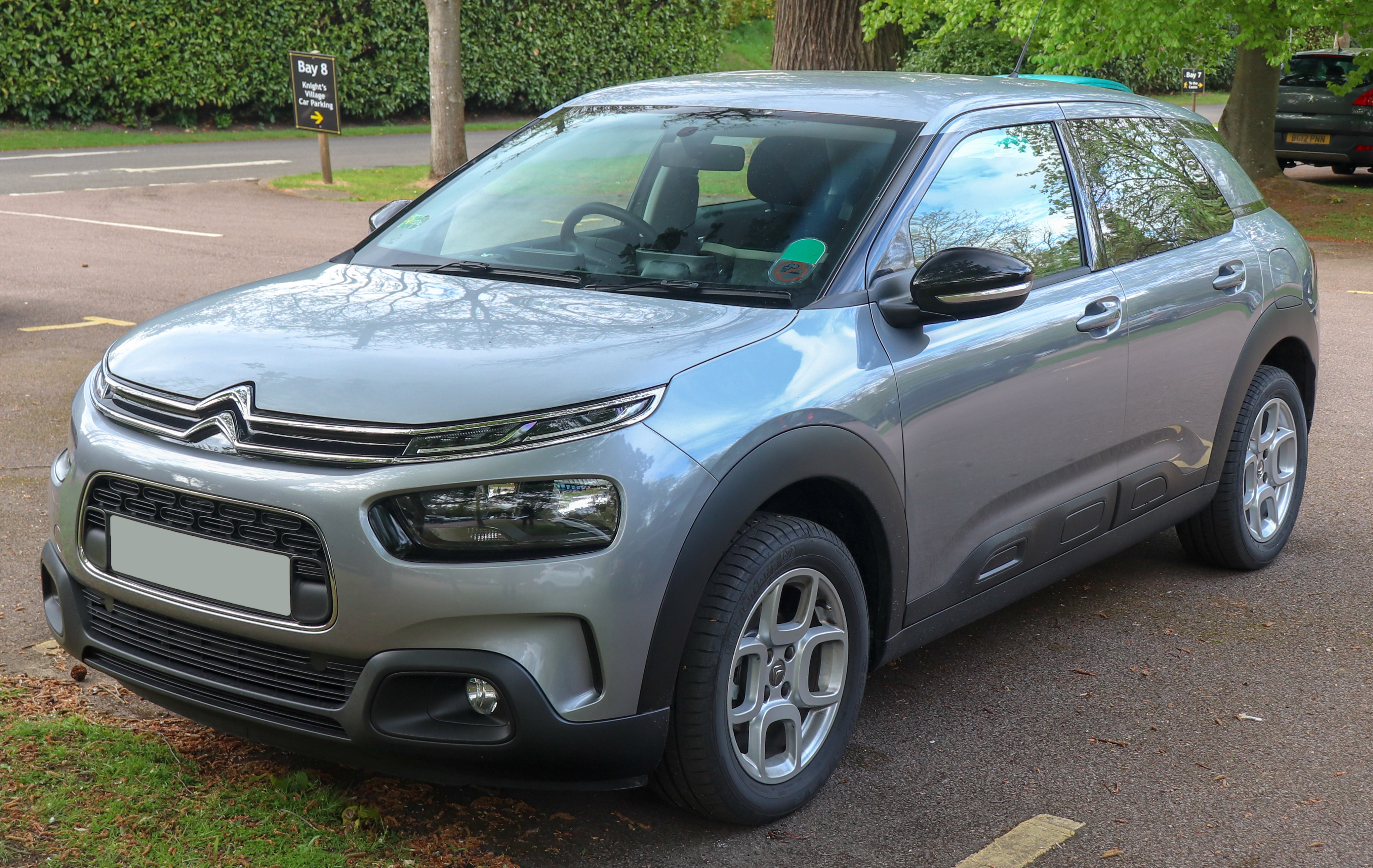
Citroën C4 Cactus po liftingu

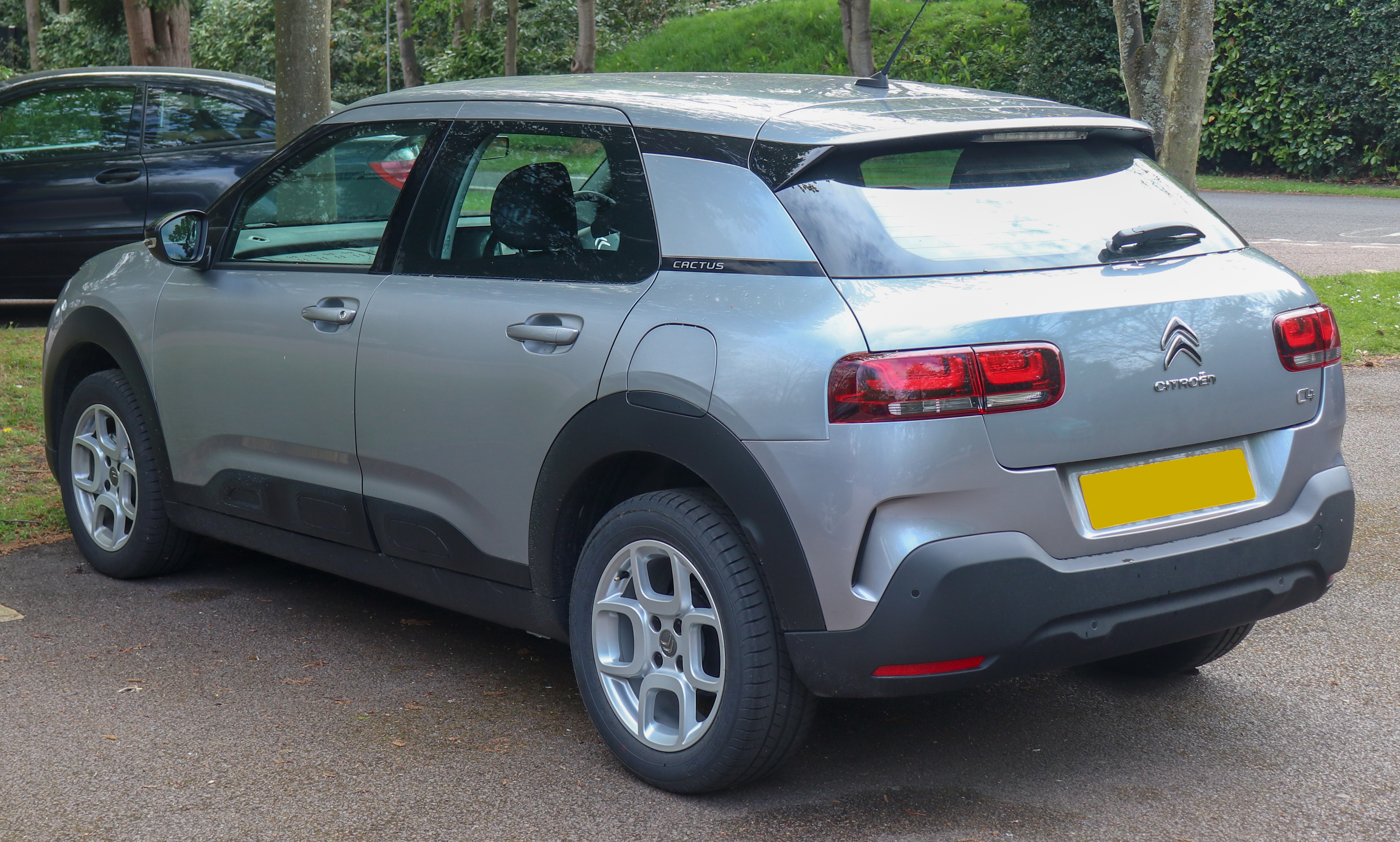
Citroën C4 Cactus - tył po liftingu

C4 Cactus powstał na płycie podwoziowej PF1, którą dzieli z modelami C3 i DS3 i należy do grona miejskich, a nie kompaktowych crossoverów jak sugeruje nazwa. Model ten jest produkowany w hiszpańskiej fabryce Villaverde PSA w Madrycie.
Unikalną cechą modelu z lat 2014–2017 były panele Airbump, czyli elementy z tworzywa sztucznego wypełnione powietrzem na drzwiach bocznych. Ich celem było nadanie autu unikalnego wyglądu oraz ochrona drzwi przez obiciami. Dziennikarze podczas wielu testów Citroëna uderzali wspomniane panele, aby uwiarygodnić ich funkcję ochronną.
2 kwietnia 2015 na salonie motoryzacyjnym w Nowym Jorku ogłoszono, że Citroën C4 Cactus zdobył prestiżowy tytuł World Car Design of the Year 2015.
W marcu 2015 roku Citroën C4 Cactus zajął drugie miejsce w prestiżowym plebiscycie na Europejski Samochód Roku 2015. Auto uzyskało w głosowaniu wynik 248 punktów. Jury składało się z 58 dziennikarzy motoryzacyjnych reprezentujących 22 kraje Europy (w tym dwóch z Polski).

### Lifting
W październiku 2017 roku C4 Cactus przeszedł gruntowną modernizację, w ramach której obszernie przeprojektowano wygląd zewnętrzny pojazdu. Samochód zyskał nowy wygląd przedniej części nadwozia, gdzie pojawiły się większe reflektory, a także chromowana listwa łącząca wyżej umieszczone logo z diodami LED do jazdy dziennej.
Przeprojektowano tylne lampy, które zyskały dłuższą, dwukloszową formę obejmującą odtąd także klapę bagażnika, a także zredukowano ilość charakterystycznych paneli Airbump. Zamiast większości powierzchni drzwi, obejmowały one odtąd jedynie ich dolną krawędź płynnie łącząc się z progiem.
C4 Cactus po restylizacji przejął tymczasowo w europejskiej gamie marki miejsce większego, kompaktowego C4, którego drugą generację równolegle wycofano z oferty.

### Następca
W sierpniu 2018 Linda Jackson - szefowa marki Citroën w ówczesnej grupie PSA zapowiedziała, iż produkcja modelu w obecnej formie zakończy się w 2020 roku, a jego bezpośrednim następcą zostanie trzecia generacja modelu C4, która nie będzie już crossoverem, lecz klasycznym kompaktem. Producent deklarował wówczas brak całkowitej rezygnacji z modelu C4 Cactus, którego rola miała zostać ograniczona do miejskiego samochodu o napędzie hybrydowym lub elektrycznym, jednak plany te nie zostały zrealizowane.

### Dane techniczne
| 1.2 PureTech         | R3 (silnik) 1,2 l (1199 cm³), DOHC | wtrysk      | 75 KM (55 kW)                     | 118 Nm przy 2750 obr./min | 12,9 s | 166 km/h |
| 1.2 PureTech         | R3 1,2 l (1199 cm³), DOHC, turbo   | wtrysk      | 110 KM (81 kW) przy 6250 obr./min | 205 Nm przy 1750 obr./min | 9,3 s  | 188 km/h |
| 1.2 PureTech         | R3 1,2 l (1199 cm³), DOHC, turbo   | wtrysk      | 130 KM (96 kW) przy 5500 obr./min | 230 Nm przy 1750 obr./min | 8,5 s  | 199 km/h |
| 1.2 PureTech         | R3 1,2 l (1199 cm³), DOHC,         | wtrysk      | 82 KM (60 kW) przy 5750 obr./min  | 118 Nm przy 2750 obr./min | 12,9 s | 167 km/h |
| 1.6 e-HDI (diesel)   | R4 1,6 l (1560 cm³), SOHC, turbo   | Common Rail | 92 KM (68 kW) przy 3750 obr./min  | 230 Nm przy 1750 obr./min | 11,4 s | 188 km/h |
| 1.6 BlueHDI (diesel) | R4 1,6 l (1560 cm³), SOHC, turbo   | Common Rail | 100 KM (73 kW) przy 3500 obr./min | 254 Nm przy 1750 obr./min | 10,7 s | 188 km/h |